# Giải Dirk Brouwer (Phân hội Thiên văn Cơ động học)
Giải thưởng Dirk Brouwer, thường được biết đến là Giải thưởng Brouwer, được trao tặng hàng năm bởi Phân hội Thiên văn Cơ động học (Division on Dynamical Astronomy) thuộc Hội Thiên văn học Mỹ (the American Astronomical Society) vì những thành tựu trọn đời nổi bật trong lãnh vực Thiên văn Cơ Động học. Giải thưởng mang tên Dirk Brouwer, một nhà thiên văn Mỹ gốc Hà Lan.
Danh sách những người được giải từ năm 1978 đến nay:
- 1978 Victor Szebehely
- 1980 Paul Herget
- 1981 Boris Garfinkel
- 1982 George Contopoulos
- 1983 Walter Fricke
- 1984 Michel C. Henon
- 1985 Andre Deprit
- 1986 Peter Goldreich
- 1988 Irwin Shapiro
- 1989 William Kaula
- 1990 Yoshihide Kozai
- 1991 Donald Lynden-Bell
- 1992 Martin Schwarzschild
- 1993 Stanton Peale
- 1994 Alar Toomre
- 1995 Christopher Hunter
- 1996 Brian Marsden
- 1997 Frank Shu
- 1998 Scott D. Tremaine
- 1999 Sverre Aarseth
- 2000 Vadim Anatol'evich Antonov
- 2001 E. Myles Standish
- 2002 Jack Wisdom
- 2003 James Binney
- 2004 William Ward
- 2005 John Papaloizou
- 2006 James Williams
- 2007 Jacques Laskar